# Estadio San Nicola
El Estadio San Nicola (en italiano Stadio San Nicola) es un estadio multifuncional, pero principalmente dedicado a la práctica del fútbol ubicado en el barrio de Carbonara-Santa Rita, en la ciudad de Bari, capital de la Apulia en Italia.
Tiene una capacidad de 58 270 asientos, siendo el tercer estadio más grande de Italia solo después del Giuseppe Meazza de Milán y del Olímpico de Roma. Sirve de sede habitual al equipo de fútbol Galletti della Società Sportiva Calcio Bari. Su dirección es Strada Torrebella, 70124 Bari.
El estadio lleva el nombre del Santo Patrono de la ciudad portuaria: San Nicolás de Bari

## Historia
Se inició su construcción en 1987 bajo la supervisión del arquitecto genovés Renzo Piano, de inmediato se ganó el naciente estadio el sobrenombre de "La Astronave" por su inconfundibile estética vanguardista caracterizada porque en su bandeja superior se encuentra dividida en 26 secciones independientes, con espacios vacíos entre ellas, permitiendo asolear partes del estadio fácilmente.
La realización de las obras eran realmente necesarias a fin de reemplazar al viejo estadio municipal "Stadio della Vittoria", debido a que la ciudad había sido escogida como una de las doce sedes para el mundial de Italia´90.
En 1991 albergó la final de la liga de Campeones de la UEFA, entre el Estrella Roja Belgrado y el Olympique de Marsella, adjudicándose el trofeo continental de clubes el elenco balcánico.
El 28 de enero del 2007 se ha tenido el más reciente partido, correspondiente a la fase de clasificación para la Euro 2008, contra Escocia, ganado por 2-0 con los goles de Luca Toni.

### Copa Mundial de Fútbol de 1990
| 9 de junio de 1990 | Unión Soviética | 0:2 (0:1) | Rumania              | Stadio San Nicola, Bari                                                      |                                                                              |
|                    |                 |           | Lacatus 42', 52' (p) | Asistencia: 42.907 espectadores Árbitro(s): Juan Daniel Cardellino (Uruguay) | Asistencia: 42.907 espectadores Árbitro(s): Juan Daniel Cardellino (Uruguay) |

| 15 de junio de 1990 | Camerún       | 2:1 (0:0) | Rumania    | Stadio San Nicola, Bari                                               |                                                                       |
|                     | Milla 76' 86' |           | Balint 88' | Asistencia: 38.687 espectadores Árbitro(s): Hernan Silva Arce (Chile) | Asistencia: 38.687 espectadores Árbitro(s): Hernan Silva Arce (Chile) |

| 18 de junio de 1990 | Camerún | 0:4 (0:2) | Unión Soviética                                           | Stadio San Nicola, Bari                                                |                                                                        |
|                     |         |           | Protasov 20' Zygmantóvich 29' Zavarov 52' Dobrovolski 63' | Asistencia: 37.307 espectadores Árbitro(s): José Ramiz Wright (Brasil) | Asistencia: 37.307 espectadores Árbitro(s): José Ramiz Wright (Brasil) |

### Octavos de final
| 23 de junio de 1990, 21:00 | Checoslovaquia                   | 4:1 (1:0) | Costa Rica   | Stadio San Nicola, Bari                                                               |                                                                                       |
|                            | Skuhravý 12', 63', 82' Kubík 75' |           | González 54' | Asistencia: 47.673 espectadores Árbitro(s): Siegfried Kirschen (Alemania Democrática) | Asistencia: 47.673 espectadores Árbitro(s): Siegfried Kirschen (Alemania Democrática) |

### Tercer puesto
| 7 de julio de 1990, 20:00 | Italia                       | 2:1 (0:0) | Inglaterra | Stadio San Nicola, Bari                                            |                                                                    |
|                           | Baggio 71' Schillaci 86' (p) |           | Platt 81'  | Asistencia: 51.426 espectadores Árbitro(s): Joel Quiniou (Francia) | Asistencia: 51.426 espectadores Árbitro(s): Joel Quiniou (Francia) |

| ITALIA                                                 | INGLATERRA                                       |
| ------------------------------------------------------ | ------------------------------------------------ |
| 1 Zenga                                                | 1 Shilton                                        |
| 2 Baresi                                               | 2 Stevens                                        |
| 3 Bergomi                                              | 5 Walker                                         |
| 5 Ferrara                                              | 12 Parker                                        |
| 7 Maldini                                              | 15 Dorigo                                        |
| 8 Vierchowod                                           | 14 Wright                                        |
| 4 de Agostini                                          | 16 McMahon                                       |
| 9 Ancelotti                                            | 17 Platt                                         |
| 13 Giannini                                            | 20 Steven                                        |
| 15 Baggio                                              | 9 Beardsley                                      |
| 19 Schillaci                                           | 10 Lineker                                       |
| DT Azeglio Vicini                                      | DT Bobby Robson                                  |
| Cambios Berti (de Agostini, 67') Ferri (Giannini, 90') | Cambios Webb (Wright, 71') Waddle (McMahon, 71') |

### Final Copa de Campeones de Europa 1990-91
| Fecha              | Equipo #1     | Resultado   | Equipo #2             | Ronda                             | Espectadores |
| ------------------ | ------------- | ----------- | --------------------- | --------------------------------- | ------------ |
| 29 de mayo de 1991 | Estrella Roja | 0 - 0 (5-3) | Olympique de Marsella | Final Copa de Campeones de Europa | 56 000       |

| Predecesor: Stade Yves-du-Manoir Languedoc-Rosellón 1993 | Estadio Mediterráneo Bari 1997 | Sucesor: Estadio Olímpico de Radès Túnez 2001 |

- Datos: Q328698
- Multimedia: Stadio San Nicola / Q328698